# Variété de Stiefel
En mathématiques, les différentes variétés de Stiefel {\displaystyle V_{k}(\mathbb {R} ^{n})} sont les espaces obtenus en considérant comme des points l'ensemble des familles orthonormales de k vecteurs de l'espace euclidien de dimension n. Ils possèdent une structure naturelle de variété ce qui permet de donner leurs propriétés au plan de la topologie globale, de la géométrie ou des aspects algébriques. 
Ce sont des exemples d'espace homogène sous l'action des groupes classiques de la géométrie. Leur étude est alors étroitement reliée à celle des grassmanniennes (ensemble des sous-espaces de dimension k d'un espace de dimension n). Les variétés de Stiefel fournissent également un cadre utile pour donner une interprétation géométrique globale d'un certain nombre d'algorithmes d'analyse numérique ou d'analyse de données.
Il en existe des variantes complexes, quaternioniques, et de dimension infinie. Ces dernières interviennent en topologie différentielle pour donner corps à la notion d'espace classifiant et définir les classes caractéristiques de façon systématique.

## Définition

### Variété réelle
L'espace sous-jacent à la variété de Stiefel peut être décrit comme l'ensemble des familles orthonormales (ordonnées) de k vecteurs de l'espace euclidien {\displaystyle \mathbb {R} ^{n}}, donc d'un sous-espace du produit de k copies de la sphère de dimension n. On peut préférer une description matricielle
{\displaystyle V_{k}(\mathbb {R} ^{n})=\left\{A\in {\cal {M}}_{n,k}(\mathbb {R} ),A^{\mathsf {T}}A={\mathsf {I}}\right\}}
On peut citer des particuliers simples : 
- si k = 1, il s'agit de la sphère unité de l'espace euclidien,
- si k = n la variété de Stiefel n'est autre que le groupe orthogonal d'indice n,
- si k = n–1, comme une famille orthonormale de n–1 vecteurs n'admet qu'une complétion en base orthonormale directe, la variété de Stiefel est le groupe spécial orthogonal d'indice n.

De façon générale, la variété de Stiefel est une variété différentielle compacte quand on la munit de la topologie tirée de l'une ou l'autre de ces définitions. Les variétés correspondant à des valeurs de n successives sont incluses les unes dans les autres, ce qui permet de considérer leur réunion {\displaystyle V_{k}(\mathbb {R} ^{\infty })}.
Une autre description possible de la variété de Stiefel, souvent utile, est de la faire apparaître comme un espace homogène, quotient du groupe O(n). Pour cela on considère l'action du sous-groupe O(n – k) qui suit :
{\displaystyle \forall M\in O(n),\forall U\in O(n-k),\qquad U\cdot M=M\times {\begin{pmatrix}\mathrm {I} _{k}&0\\0&U\end{pmatrix}}}
On peut donc écrire {\displaystyle V_{k}(\mathbb {R} ^{n})\sim O(n)/O(n-k)}.

### Lien avec la grassmannienne
La grassmannienne {\displaystyle G_{k}(\mathbb {R} ^{n})} est l'ensemble des k-plans (sous-espaces vectoriels de dimension k) de l'espace euclidien de dimension n.
Or chaque élément de la variété de Stiefel, vu comme famille de vecteurs, engendre un espace vectoriel de dimension k. Ceci permet de décrire la grassmannienne comme un quotient de la variété de Stiefel et confère à l'ensemble une structure d'espace fibré :
{\displaystyle O(k)\longrightarrow V_{k}(\mathbb {R} ^{n})\longrightarrow G_{k}(\mathbb {R} ^{n})}.
On peut comprendre le lien entre la topologie de cette structure et la situation géométrique : chaque fibre au dessus d'un point de la grassmannienne, donc d'un k-plan P, est formée des bases orthonormées de P. Une telle base étant fixée, on peut s'en servir comme référence pour caractériser la variation continue d'une base de cette fibre à une fibre voisine (au-dessus d'un autre k-plan Q). Concrètement cela peut se faire en exigeant une variation continue des vecteurs de la base relativement à P, puis en appliquant le procédé d'orthonormalisation de Schmidt, dont l'expression est continue. On obtient en fait ainsi une structure de fibré principal de groupe structural O(k).

## Géométrie de la variété de Stiefel
La description la plus féconde pour formuler les propriétés géométriques d'une variété de Stiefel est de la voir comme l'espace quotient {\displaystyle O(n)/O(n-k)}, même si cela demande de considérer chaque point comme une classe d'équivalence pour l'action par multiplication à droite évoquée ci-dessus. 

### Espace tangent
On s'intéresse à un point de la variété ; en notant {\displaystyle Q\in O(n)} l'un de ses représentants, cette classe d'équivalence s'écrit donc
{\displaystyle [Q]=\left\{Q\times {\begin{pmatrix}\mathrm {I} _{k}&0\\0&U\end{pmatrix}},U\in O(n-k)\right\}=Q\times [\mathrm {I} _{n}]\in V_{k}(\mathbb {R} ^{n})}
Les décompositions  par blocs qui suivront reprendront les mêmes tailles k et n – k.
On connaît l'espace tangent à O(n) (c'est l'algèbre de Lie de ce groupe, formée des matrices antisymétriques) et parmi les vecteurs tangents ceux qui sont « verticaux » c'est-à-dire tangents aux éléments du sous-groupe identifié à O(n – k). L'espace tangent à la variété de Stiefel est formé des vecteurs horizontaux, c'est-à-dire orthogonaux à ces vecteurs verticaux : 
{\displaystyle T_{[\mathrm {I} _{n}]}V_{k}(\mathbb {R} ^{n})=\left\{\Delta ={\begin{pmatrix}A&-B^{\mathsf {T}}\\B&0\end{pmatrix}},\qquad A^{\mathsf {T}}=-A\right\},\qquad T_{[Q]}V_{k}(\mathbb {R} ^{n})=Q\times T_{[\mathrm {I} _{n}]}V_{k}(\mathbb {R} ^{n})}
ce qui donne notamment la dimension de l'espace tangent, donc de la variété
{\displaystyle \dim V_{k}(\mathbb {R} ^{n})=nk-{\frac {1}{2}}k(k+1)}

### Métrique canonique
Le groupe orthogonal est muni de la norme héritée de la norme canonique sur l'espace des matrices (ou norme de Frobenius). On appelle structure riemannienne canonique sur la variété de Stiefel la structure qui fait de la projection {\displaystyle O(n)\longrightarrow O(n-k)} une submersion riemannienne. Elle est définie par le produit scalaire
{\displaystyle \left(Q\times {\begin{pmatrix}A_{1}&-B_{1}^{\mathsf {T}}\\B_{1}&0\end{pmatrix}}{\Big |}Q\times {\begin{pmatrix}A_{2}&-B_{2}^{\mathsf {T}}\\B_{2}&0\end{pmatrix}}\right)={\frac {1}{2}}(A_{1}|A_{2})+(B_{1}|B_{2})}
dont on voit qu'il ne coïncide pas avec la métrique induite par la norme canonique sur {\displaystyle V_{k}(\mathbb {R} ^{n})} vu comme sous-espace de l'espace des matrices rectangulaires, puisque cette dernière ne ferait pas apparaître le facteur 1/2.
L'application exponentielle au point I est l'exponentielle de matrice ordinaire. Au point [Q], en notant toujours {\displaystyle \Delta ={\begin{pmatrix}A&-B^{\mathsf {T}}\\B&0\end{pmatrix}}}, elle est donnée par {\displaystyle Q\Delta \mapsto Q\mathrm {e} ^{\Delta }} ; cela permet la détermination des géodésiques {\displaystyle t\mapsto Q\mathrm {e} ^{t\Delta }}.

## Homotopie des variétés de Stiefel
En ne retenant que les j premiers vecteurs parmi k, on obtient une application de projection p d'une variété de Stiefel sur une autre, qui donne une structure d'espace fibré
{\displaystyle \forall j<k\leq n,\qquad V_{k-j}(\mathbb {R} ^{n-j})\longrightarrow V_{k}(\mathbb {R} ^{n}){\overset {p}{\longrightarrow }}V_{j}(\mathbb {R} ^{n})}
Et notamment pour j = 1
{\displaystyle V_{k-1}(\mathbb {R} ^{n-1})\longrightarrow V_{k}(\mathbb {R} ^{n}){\overset {p}{\longrightarrow }}\mathbb {S} ^{n-1}}
Il en résulte que tous les groupes d'homotopie de {\displaystyle V_{k}(\mathbb {R} ^{n})} jusqu'à l'ordre n – k – 1 sont nuls.